# Deutsche Ansiedlungsgesellschaft
Die Deutsche Ansiedlungsgesellschaft (DAG) wurde am 5. Februar 1898 als Deutsche Ansiedlungsbank mit Sitz in Berlin-Halensee gegründet. Sie war mehrheitlich im Besitz der Dresdner Bank. Ihre ursprünglichen Aufgaben wurden in der Zeit des Nationalsozialismus bedeutend erweitert.

## Geschichte

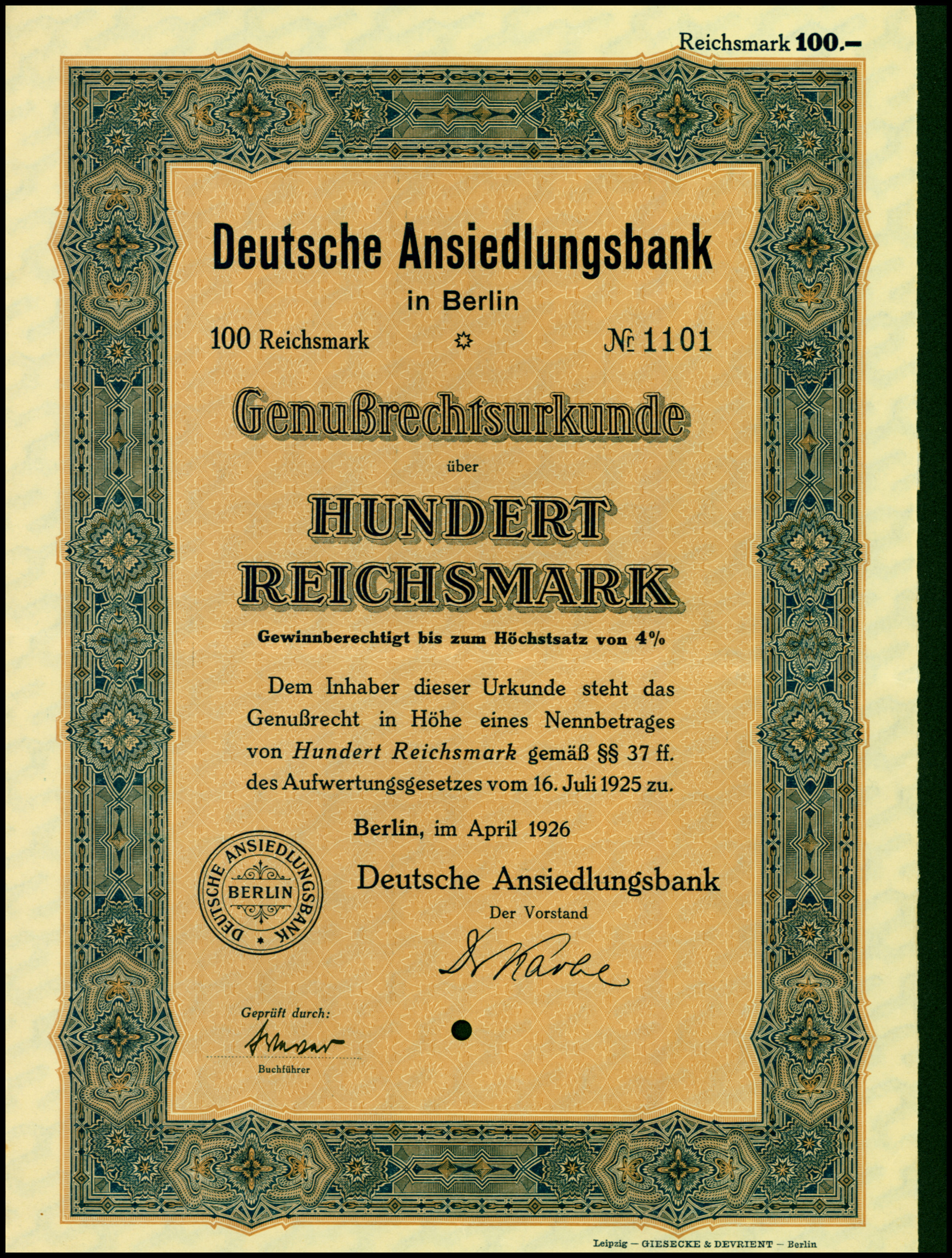
Genussrechtsurkunde der Deutschen Ansiedlungsbank vom April 1926

Die Deutsche Ansiedlungsbank wurde zur Förderung landwirtschaftlicher Interessen durch Hypothekenbankgeschäfte sowie zur Terrainentwicklung gegründet. Sie besaß ein gesetzliches Vorkaufsrecht auf den Aufkauf großer landwirtschaftlicher Liegenschaften. Die Gesellschaft erwarb, veräußerte, verpachtete und betrieb landwirtschaftliche Betriebe. Diese wurden danach zur landwirtschaftlichen Benutzung aufgeteilt.
Laut einem Beschluss der Hauptversammlung vom 9. September 1936 wurde der Name von Deutsche Ansiedlungsbank in Deutsche Ansiedlungsgesellschaft geändert.
1938 wurde der Einflussbereich der Deutschen Ansiedlungsgesellschaft auf die besetzten Gebiete ausgedehnt. Es entstanden Geschäftsstellen in Innsbruck und Mährisch Schönberg. Ab 1939 wuchs der Einfluss der Nationalsozialisten auf die Gesellschaft. Sie wurde dem Reichskommissar für die Festigung deutschen Volkstums Himmler unterstellt. Die SS-Gruppenführer Oswald Pohl und Günther Pancke sowie SS-Brigadeführer Ulrich Greifelt wurden in den Aufsichtsrat der Gesellschaft aufgenommen. Im Auftrag Himmlers und des Oberkommandos des Heeres erfolgte die treuhänderische Verwaltung landwirtschaftlichen Grundbesitzes in den eingegliederten Gebieten. Bereits 1941 wurde klar, dass auf regulärem Wege nicht die benötigte Anzahl an Höfen für Neusiedler erreicht werden konnte. Taxaufträge in den besetzten Gebieten im Rahmen von Umsiedlungen Volksdeutscher und Fremdstämmiger gehörten zum Aufgabengebiet der Gesellschaft. Aber auch Spezialaufgaben wie die Errichtung von Truppenübungsplätzen wurden durch die Gesellschaft abgewickelt.
Eine wesentliche Funktion der Deutschen Ansiedlungsgesellschaft war die Abwicklung finanzieller Geschäfte zwischen der SS und den Banken. Hierzu bekennt sich speziell die Dresdner Bank in ihrer Aufarbeitung der Geschäftsentwicklung während der NS-Zeit.
Wesentliche Tätigkeiten der Gesellschaft waren beispielsweise Ende 1939 die treuhänderische Bewirtschaftung von 724 landwirtschaftlichen Betrieben mit einer Fläche von 53.100 ha. Im Folgejahr 1940 wurde im Rahmen einer Ersatzbeschaffung die Umsiedlung Südtiroler Bauern durchgeführt und schließlich auf Kärnten ausgedehnt. Parallel erfolgten Taxationsarbeiten im Rahmen der Rücksiedlung „volksdeutscher“ Bauern aus Estland, Lettland, dem Generalgouvernement, Rumänien und Russland. 
1952 meldete die Deutsche Ansiedlungsgesellschaft Konkurs an und wurde 1953 aufgelöst. 1958 wurde ihr Eintrag im Handelsregister gelöscht.